# Kalmah
Kalmah is een Finse melodieuze-deathmetalband die opgericht werd in Pudasjärvi in 1993 als Ancestor. Onder deze naam was de band nog een death metalband, maar in 1999 ging de band de kant van melodieuze death metal uit en veranderde zijn naam naar Kalmah. Deze term komt uit het Karelisch en betekent "het graf in" of "de dood in" .

## Geschiedenis
De band Ancestor werd opgericht door zanger Pekka Kokko en drummer Petri Sankala. Later kwam Pekka's jongere broer Antti bij de band en zij besloten om hun naam naar Kalmah te veranderen. Sommige familieleden van de Kokko-broers zijn afkomstig uit Karelië en spreken de Karelische taal waarin de band de inspiratie voor de nieuwe naam vond. Enkele jaren na deze verandering kreeg de band een platencontract bij het Finse platenlabel Spinefarm Records.
Bij dit platenlabel bracht de band in totaal acht albums uit, alle behalve het meest recente album. In 2021 gaf de band al aan te zijn overgestapt en in 2023 kwam hun zelfgetitelde album bij nieuwe platenlabel Ranka Kustannus uit. Kalmah schrijft al hun teksten in het Engels en de muziek wordt door de bandleden zelf 'swamp metal' genoemd. Ook noemen zij hun fans regelmatig 'swamp lords'. Dit is gedeeltelijk voor de grap en gedeeltelijk serieus aangezien het niet verwijst naar de muziekstijl zelf. Tegelijkertijd gaan enkele van hun liederen over het moeraslandschap van Noord-Ostrobothnië en zet de band zich in voor Fins natuurbehoud. Hun mascotte, Suoherra (Moerasheer), is te zien op enkele albumcovers en in hun video voor het nummer Seventh Swamphony.

## Bandleden
- Pekka Kokko - zang, slaggitaar
- Antti Kokko – leadgitaar
- Janne Kusmin – drums
- Timo Lehtinen – basgitaar
- Veli-Matti Kananen – keyboard

## Discografie
Studio-albums
- Swamplord (2000)
- They Will Return (2002)
- Swampsong (2003)
- The Black Waltz (2006)
- For the Revolution (2008)
- 12 Gauge (2010)
- Seventh Swamphony (2013)
- Palo (2018)
- Kalmah (2023)

Muziekvideo's
- Withering Away (2000)
- The Groan of Wind (2006)
- 12 Gauge (2010)
- Seventh Swamphony (2013)
- Evil Kin (2018)
- Blood Ran Cold (2018)
- Take Me Away (2018)